# Masako
Masako, nacida Masako Owada (皇后雅子 kōgō Masako?) (Tokio, 9 de diciembre de 1963), es la actual emperatriz de Japón, por ser esposa del emperador Naruhito, quien asumió el Trono del Crisantemo en 2019.

## Biografía

### Familia
Masako Owada nació el 9 de diciembre de 1963 en el Hospital de Toranomon en Tokio. Es la hija mayor de Yumiko Egashira e Hisashi Owada, ex viceministro de Asuntos Exteriores de Japón, un diplomático de alto rango y expresidente de la Corte Internacional de Justicia. Masako también tiene dos hermanas menores que son gemelas y se llaman Setsuko y Reiko.

### Educación
Estudió en la Universidad de Harvard, donde obtuvo la calificación magna cum laude en Economía, y asistió a un curso de graduados en Relaciones Internacionales en el Balliol College de la Universidad de Oxford, no sin antes haber realizado un curso de verano en la Universidad de Cambridge, donde residió en el Selwyn College durante los meses del verano de 1988. También estudió en la Universidad de Grenoble para aprender francés y durante un corto periodo en la Universidad de Tokio.

## Vida pública

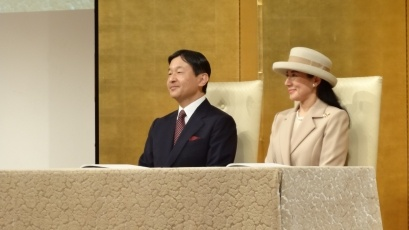
Los príncipes herederos Naruhito y Masako en la Ceremonia Conmemorativa del 30 Aniversario del Programa JET en el Keio Plaza Hotel en Tokio, noviembre de 2016

En 1994, visitó junto a su marido Arabia Saudita, Omán, Catar y Baréin. En 1995, los Emiratos Árabes Unidos y Jordania. En 1999 la pareja visitó nuevamente Jordania. En 1999, asistieron a la boda del príncipe Felipe, duque de Brabante, en Bélgica. En 2002, hicieron una visita a Nueva Zelanda y Australia. En 2006, el Príncipe Heredero y la Princesa Heredera fueron a los Países Bajos con su hija, la Princesa Aiko, por invitación de la Reina Beatriz de los Países Bajos para una visita privada. El 30 de abril de 2013, el Príncipe Heredero y la Princesa Heredera estuvieron presentes en la proclamación del Rey Guillermo Alejandro de los Países Bajos, la cual fue la primera aparición oficial de la princesa heredera en el extranjero en once años. En octubre de 2014, estuvo presente en un banquete celebrado en honor del rey Guillermo Alejandro y la reina Máxima en el Palacio Imperial de Tokio, siendo su primera aparición en este tipo de eventos en once años. En julio de 2015, la princesa Masako viajó a Tonga junto a su esposo para asistir a la coronación del rey Tupou VI. Más de 40 miembros de los medios de comunicación japoneses cubrieron el evento, durante el cual la feliz princesa heredera recibió una cálida bienvenida.

## Patronazgos
- Vicepresidente de Honor de la Cruz Roja de Japón.

## Descendencia
El primer embarazo de Masako se anunció en diciembre de 1999, pero tuvo un aborto espontáneo.
El Emperador y la Emperatriz tienen una hija: Aiko, princesa Toshi (敬宮愛子内親王 Toshi-no-miya Aiko Naishinnō), nacida el 1 de diciembre de 2001 en el Hospital de la Agencia de la Casa Imperial en el Palacio Imperial de Tokio.

### Sucesión

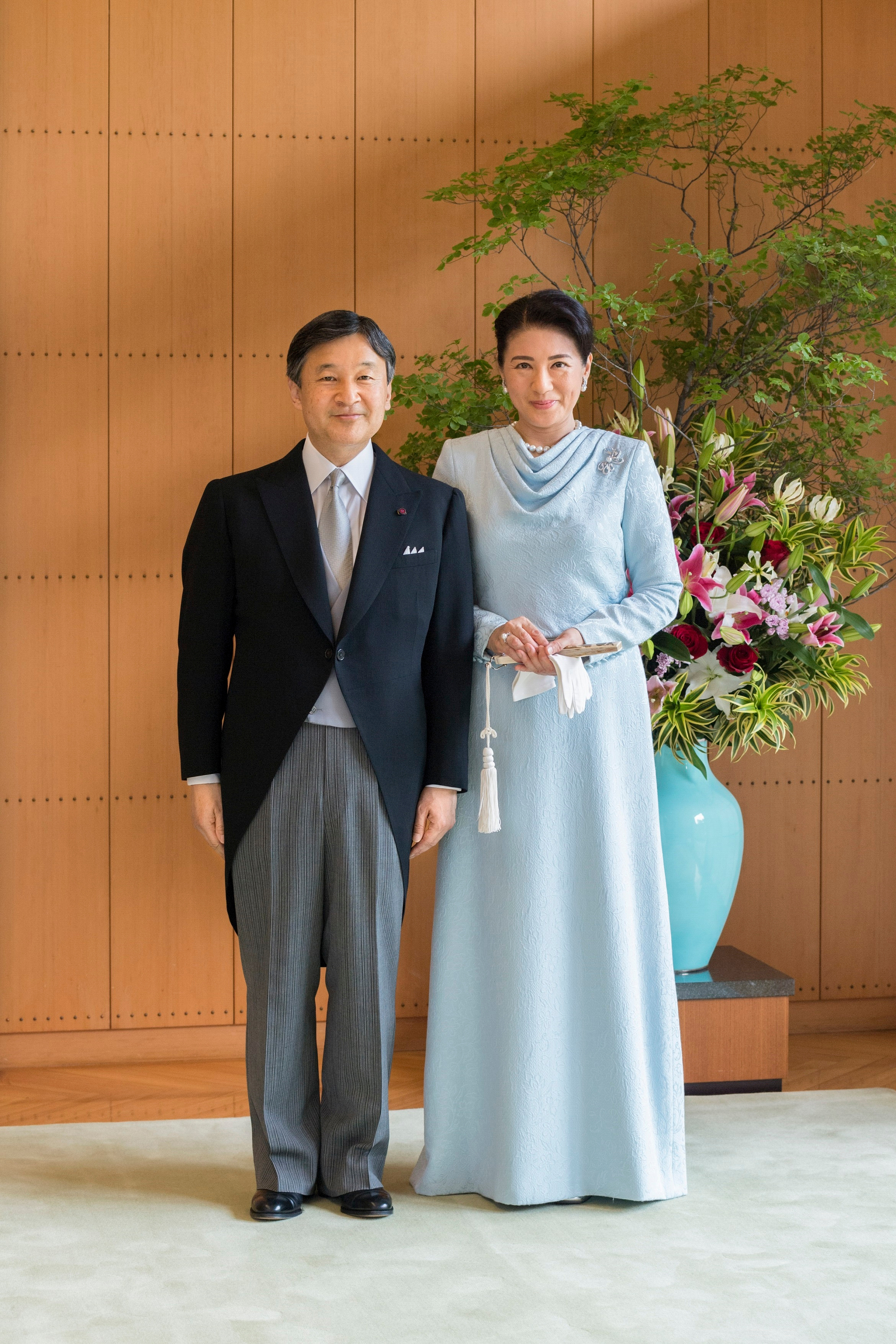
Masako junto a su esposo, Naruhito en 2019

El nacimiento de su hija, que ocurrió más de ocho años después de su matrimonio, provocó un animado debate en Japón sobre si la Ley de la Casa Imperial de 1947 debería cambiarse de la de primogenitura agnática a primogenitura cognitiva o absoluta, lo que permitiría a una mujer asumir el Trono de Crisantemo.

## Títulos y tratamientos
| ● 9 de diciembre de 1963-9 de junio de 1993: | Señorita Masako Owada                             |
| ● 9 de junio de 1993-1 de mayo de 2019:      | Su alteza imperial la princesa heredera del Japón |
| ● 1 de mayo de 2019-presente:                | Su majestad imperial la emperatriz del Japón      |

## Distinciones honoríficas

Escudo con Gran Cruz de la Orden de Isabel la Católica

### Distinciones honoríficas japonesas
- Dama gran cordón de la Orden de la Preciosa Corona.
- Condecoración de la Cruz Roja Japonesa.[14]
- Medalla de oro de la Cruz Roja Japonesa.[14]

### Distinciones honoríficas extranjeras
- Dama gran cruz de la Orden del Infante Don Enrique (República Portuguesa, 02/12/1992).[15]
- Gran Decoración de Honor en Oro con Fajín de la Orden al Mérito de la República de Austria (República de Austria, 1999).[16]
- Dama gran cruz de la Orden de San Olaf (Reino de Noruega, 26/03/2001).
- Dama gran cruz de la Real Orden de Isabel la Católica (Reino de España, 08/11/2008).[17]
- Dama gran cruz de la Orden del Mérito de la República de Hungría [Clase Civil] (República de Hungría, 10/04/2010).
- Gran comandante de la Orden de la Defensa del Reino [SMN] (Reino de Malasia, 2012).[18]
- Dama gran cruz de la Orden de la Corona (Reino de los Países Bajos, 29/10/2014).[19]
- Dama gran cruz de la Ilustrísima Orden de la Reina Sālote Tupou III (Reino de Tonga, 04/07/2015).[20]
- Medalla conmemorativa de la Coronación del Rey Tupou VI (Reino de Tonga, 04/07/2015).
- Dama Gran Cordón de la Orden de Leopoldo (Reino de Bélgica, 10/10/2016).[21]
- Dama de la Orden del León de Oro de la Casa de Nassau (Gran Ducado de Luxemburgo, 27/11/2017).[22]
- Dama gran cruz de la Orden de Río Branco (República Federativa del Brasil, 13/03/2025).[23]
- Dama gran cruz de la Orden del Redentor (República Helénica).

## Ancestros
|  |                       |  |  |  |  |  |  |  |  |  |  |  |  |  |  |  |
|  | 8. Kaneyoshi Owada    |  |  |  |  |  |  |  |  |  |  |  |  |  |  |  |
|  |                       |  |  |  |  |  |  |  |  |  |  |  |  |  |  |  |
|  |                       |  |  |  |  |  |  |  |  |  |  |  |  |  |  |  |
|  | 4. Takeo Owada        |  |  |  |  |  |  |  |  |  |  |  |  |  |  |  |
|  |                       |  |  |  |  |  |  |  |  |  |  |  |  |  |  |  |
|  |                       |  |  |  |  |  |  |  |  |  |  |  |  |  |  |  |
|  | 9. Takeno Koga        |  |  |  |  |  |  |  |  |  |  |  |  |  |  |  |
|  |                       |  |  |  |  |  |  |  |  |  |  |  |  |  |  |  |
|  |                       |  |  |  |  |  |  |  |  |  |  |  |  |  |  |  |
|  | 2. Hisashi Owada      |  |  |  |  |  |  |  |  |  |  |  |  |  |  |  |
|  |                       |  |  |  |  |  |  |  |  |  |  |  |  |  |  |  |
|  |                       |  |  |  |  |  |  |  |  |  |  |  |  |  |  |  |
|  | 10. Matashirō Tamura  |  |  |  |  |  |  |  |  |  |  |  |  |  |  |  |
|  |                       |  |  |  |  |  |  |  |  |  |  |  |  |  |  |  |
|  |                       |  |  |  |  |  |  |  |  |  |  |  |  |  |  |  |
|  | 5. Shizuka Tamura     |  |  |  |  |  |  |  |  |  |  |  |  |  |  |  |
|  |                       |  |  |  |  |  |  |  |  |  |  |  |  |  |  |  |
|  |                       |  |  |  |  |  |  |  |  |  |  |  |  |  |  |  |
|  | 1. Masako Owada       |  |  |  |  |  |  |  |  |  |  |  |  |  |  |  |
|  |                       |  |  |  |  |  |  |  |  |  |  |  |  |  |  |  |
|  |                       |  |  |  |  |  |  |  |  |  |  |  |  |  |  |  |
|  | 12. Yasutarō Egashira |  |  |  |  |  |  |  |  |  |  |  |  |  |  |  |
|  |                       |  |  |  |  |  |  |  |  |  |  |  |  |  |  |  |
|  |                       |  |  |  |  |  |  |  |  |  |  |  |  |  |  |  |
|  | 6. Yutaka Egashira    |  |  |  |  |  |  |  |  |  |  |  |  |  |  |  |
|  |                       |  |  |  |  |  |  |  |  |  |  |  |  |  |  |  |
|  |                       |  |  |  |  |  |  |  |  |  |  |  |  |  |  |  |
|  | 13. Yoneko            |  |  |  |  |  |  |  |  |  |  |  |  |  |  |  |
|  |                       |  |  |  |  |  |  |  |  |  |  |  |  |  |  |  |
|  |                       |  |  |  |  |  |  |  |  |  |  |  |  |  |  |  |
|  | 3. Yumiko Egashira    |  |  |  |  |  |  |  |  |  |  |  |  |  |  |  |
|  |                       |  |  |  |  |  |  |  |  |  |  |  |  |  |  |  |
|  |                       |  |  |  |  |  |  |  |  |  |  |  |  |  |  |  |
|  | 14. Tanin Yamaya      |  |  |  |  |  |  |  |  |  |  |  |  |  |  |  |
|  |                       |  |  |  |  |  |  |  |  |  |  |  |  |  |  |  |
|  |                       |  |  |  |  |  |  |  |  |  |  |  |  |  |  |  |
|  | 7. Suzuko Yamaya      |  |  |  |  |  |  |  |  |  |  |  |  |  |  |  |
|  |                       |  |  |  |  |  |  |  |  |  |  |  |  |  |  |  |
|  |                       |  |  |  |  |  |  |  |  |  |  |  |  |  |  |  |
|  | 15. Sadako Niwa       |  |  |  |  |  |  |  |  |  |  |  |  |  |  |  |
|  |                       |  |  |  |  |  |  |  |  |  |  |  |  |  |  |  |
|  |                       |  |  |  |  |  |  |  |  |  |  |  |  |  |  |  |

| Predecesor: Michiko | Emperatriz consorte de Japón 2019 - Presente | Sucesor: En el cargo |